# ناحیه طالب العربی
ناحیه طالب العربی (به عربی: دائرة طالب العربی) یک ناحیه در الجزایر است که در استان الوادی واقع شده‌است.

## خصوصیات
ناحیه طالب العربی ۱۵٬۱۳۰ نفر جمعیت دارد.